# Gien de Kock
Clasina (Gien) de Kock (Amsterdam, 21 februari 1908 - aldaar, 14 februari 1998) was een Nederlandse atlete, die zich goed thuis voelde op diverse atletiekonderdelen, maar met name naam maakte bij het kogelstoten en speerwerpen. Zij veroverde in de jaren dertig van de 20e eeuw bij de nationale kampioenschappen op deze nummers in totaal negen gouden medailles en werd bovendien tweemaal Nederlands meerkampkampioene. Ze vestigde drie nationale records op drie verschillende onderdelen en nam eenmaal deel aan de Olympische Spelen.

## Biografie

### De recordhoudster voorbij
De Kock, die lid was van de Amsterdamsche Turnbond (ATB), richtte voor het eerst de aandacht op zich in 1930, toen ze het nationale record kogelstoten, dat op 1 juni van dat jaar door Dicky Munnikes op 8,90 m was gesteld, op 19 juli verbeterde tot 9,58.
In feite had zij al een jaar eerder op zeer ongebruikelijke wijze blijk gegeven van haar talent voor dit nummer. Bij de Nederlandse kampioenschappen in 1929 had Munnikes, die eveneens lid was van ATB, het record op 8,84 gebracht. Gien de Kock had niet ingeschreven voor dit nummer, omdat zij dacht dit onderdeel niet te beheersen. Na afloop van de wedstrijd stootte zij voor de aardigheid een paar maal, waarbij zij meer dan negen meter leek te hebben gehaald. De ijlings opgetrommelde juryleden maten uiteindelijk een afstand van 8,865 voor haar op. De Kock vond dit zo sneu voor haar clubgenote, dat zij de jury verzocht om geen recordaanvraag in te dienen. Die deed dit echter toch, maar de recordcommissie erkende het record niet en zo bleef Munnikes kampioene.

### Vele nationale titels
Anderhalve maand na het record van De Cock in 1930 stelde Munnikes orde op zaken en pakte 'haar record' terug door 9,665 te stoten. Ook in de jaren erna was het Munnikes die het record in etappes verder omhoogstuwde tot uiteindelijk 11,295 in 1933. Gien de Kock ontwikkelde zich op dit nummer tot een beste persoonlijke prestatie van 11,00 in 1934.
Ging het echter om het verdelen van de nationale titels, dan was De Kock in die periode, op 1932 na, steevast de sterkste van de twee, viermaal in totaal. Vanaf 1932 werd ze daarnaast echter ook driemaal achtereen nationaal kampioene speerwerpen, gevolgd door nog twee titels in 1936 en 1937. Bovendien had zij in 1935 het nationale record op dit nummer gesteld op 39,135, terwijl zij in datzelfde jaar ook de eerste van twee nationale titels op de vijfkamp veroverde met een record puntentotaal van 313,5 (gerekend volgens de Duitse telmethode), het eerste officiële Nederlandse record op de vijfkamp voor vrouwen. Die vijfkamp bestond toen uit de onderdelen: kogelstoten, verspringen, 100 meter, hoogspringen en speerwerpen.
De Kock behaalde in 1933 ook twee titels bij de open Engelse kampioenschappen. Ze schreef in dat jaar met een stoot van 10,265 het kogelstoten en met een worp van 36,13 het speerwerpen op haar naam.

### OS 1936
In 1936 maakte Gien de Kock deel uit van de Nederlandse ploeg voor de Olympische Spelen in Berlijn. Ze nam er deel aan het speerwerpen, maar haar 36,93 in de kwalificatie was onvoldoende voor deelname aan de finale. Qua afstand eindigde zij op een achtste plaats.
Onduidelijk is hoelang Gien de Kock, die coupeuse was bij Maison De Bonneterie in Amsterdam, haar atletiekloopbaan, na het behalen van haar laatste titel in 1937, heeft voortgezet. Opvallende prestaties heeft zij nadien niet meer geleverd.

## Kampioenschappen

### Internationale kampioenschappen
| Onderdeel   | Titel                 | Jaar |
| ----------- | --------------------- | ---- |
| kogelstoten | Engels WAAA-kampioene | 1933 |
| speerwerpen | Engels WAAA-kampioene | 1933 |

### Nederlandse kampioenschappen
| Onderdeel   | Jaar                         |
| ----------- | ---------------------------- |
| kogelstoten | 1931, 1933, 1934, 1935       |
| speerwerpen | 1932, 1933, 1934, 1936, 1937 |
| vijfkamp    | 1935, 1936                   |

## Persoonlijke records
| Onderdeel               | Prestatie        | Datum             | Plaats    |
| ----------------------- | ---------------- | ----------------- | --------- |
| kogelstoten             | 11,00 m          | 1934              |           |
| speerwerpen (oud model) | 39,135 m (ex-NR) | 22 september 1935 | Amsterdam |